# Єлисєєв Андрій Володимирович
Андрій Володимирович Єлісєєв (рос. Андрей Владимирович Елисеев, 6 грудня 1964, Смоленськ, РРФСР, СРСР) — радянський та російський футболіст, воротар.

## Ігрова кар'єра
Вихованець ДЮСШ Смоленськ. Виступав на позиції воротаря в командах «Спартак» (Орел), «Темп» (Орша), «Динамо» (Мінськ) і «Динамо» (Берестя). На поле виходив рідко, частіше залишаючись в запасі.
В 1988–1990 роках — основний воротар «Балтики» (Калінінград). 1991 року перейшов в молдавський клуб «Тигина-Апоель», з яким 1992 року під назвою «Тигина» дебютував у вищій лізі Молдови. У тому ж році продовжив виступи у вищій лізі чемпіонату України у складі миколаївського «Евіса». Перший матч провів у Вищій лізі 30 березня 1992 року проти сімферопольської «Таврії».